# Pic Posets
Der Posets, auch Tuca Llardana, ist mit 3.375 Metern der zweithöchste Berg der Pyrenäen und liegt in Spanien, rund drei Kilometer südlich der französischen Grenze zwischen dem Val Benasque auf spanischer und dem Valle de Pique auf französischer Seite.

## Weblinks

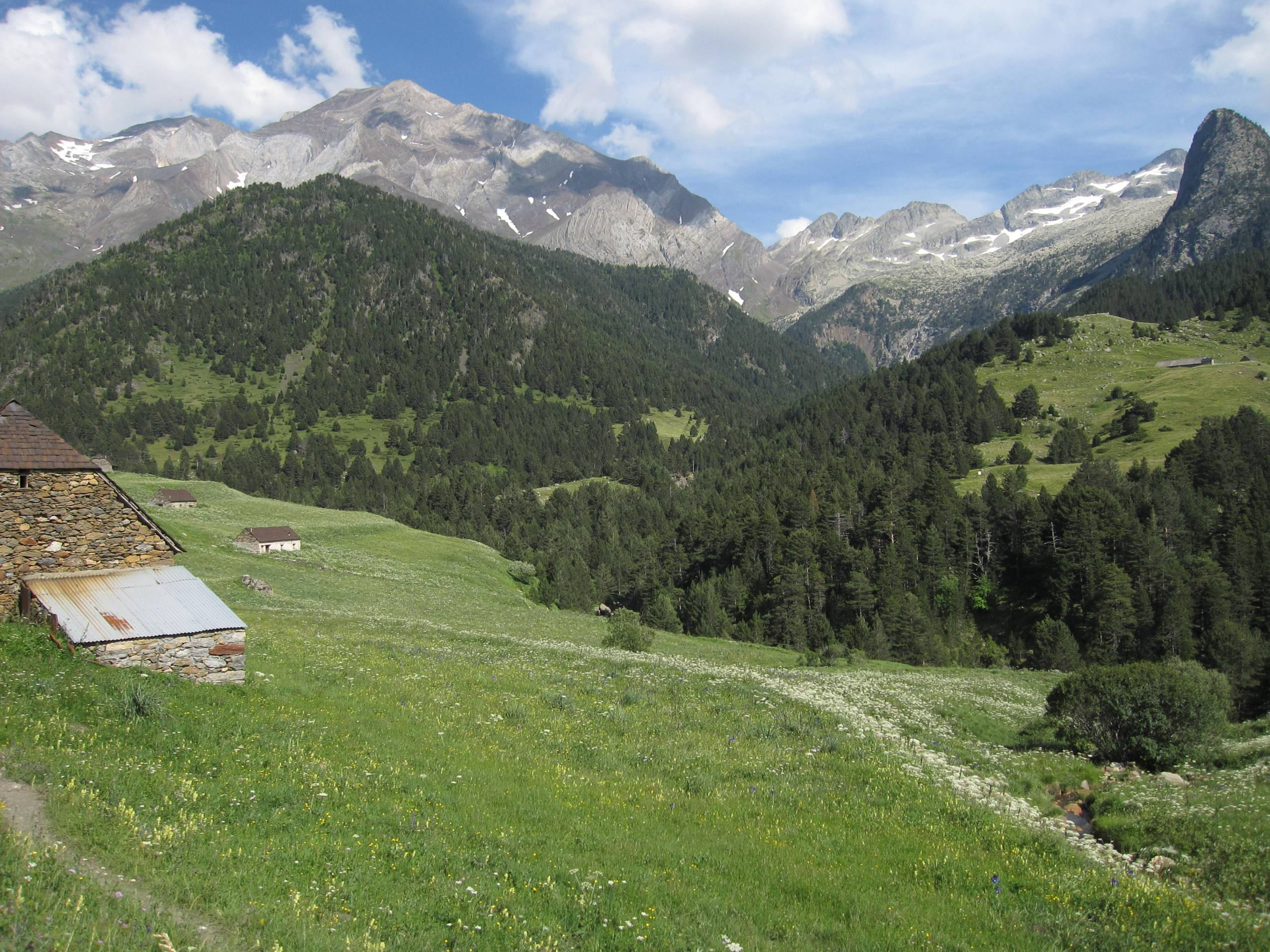
Posets von Nordwesten (Refugio de Biadós). Die scheinbar höchste Erhebung im Bild ist der zweithöchste Gipfel des Massivs, Las Espadas (3332 m); der Hauptgipfel, auch Tuca Llardana genannt (3375 m), ist der Berg weiter links, etwas im Hintergrund. Die niedrigste Scharte zwischen beiden erreicht 3255 m.